# Jessica Nkosi
Jessica Nkosi es una actriz y presentadora de televisión sudafricana, más conocida por sus protagónicos en las telenovelas Isibaya, Ayeye y The Queen.

## Biografía
Nkosi nació el 20 de enero de 1990 en Empangeni, KwaZulu-Natal. Se mudó a Eshowe, después de la separación de sus padres. Mientras estaba en undécimo grado, su padre murió de linfoma de Hodgkin.
Asistió a la Universidad de KwaZulu-Natal. Aunque inicialmente se inscribió en una licenciatura en derecho, cambió para obtener una licenciatura en teatro y artes escénicas, de la que se graduó en 2012.

## Carrera profesional
En 2013, debutó como actriz con el papel de Qondisile en la telenovela sudafricana Isibaya.
En 2015, interpretó a Eva en Ayeye.
En 2020, interpretó a la villana principal Thando Sebata en la telenovela sudafricana, The Queen.
En 2017, debutó como presentadora siendo coanfitriona de A-List del canal BET 's A-List junto a su coestrella en Isibaya, Nomzamo Mabtha.
Participó por primera vez en el programa Our Perfect Wedding como presentadora invitada y luego fue la anfitriona durante la siguiente temporada.
También ha sido embajadora de algunas causas y marcas como:
- Turismo de Durban - Embajadora[9]
- Clinique - Embajadora mundial[10]
- Volvo - Embajadora[11]
- GH Mumm - Embajadora[12]

## Vida personal
En septiembre de 2018, Nkosi y su pareja Ntokozo Dlamini le dieron la bienvenida a su hija, Namisa Dlamini.